# Exodus (datorprogram)
Exodus är ett direktmeddelandeprogram för Microsoft Windows. Programmet används för att skicka meddelanden via XMPP/Jabber-protokollet och är gratis med öppen källkod, släppt under GNU GPL. Målet med Exodus var ursprungligen att skapa en bättre version av en av de första Jabber-klienterna för Windows, Winjab. 
Exodus skapare, Peter Millard, dog i cancer våren 2006 och sedan dess drivs projektet vidare av en grupp utvecklare och före detta kollegor till Millard.